# Tröbnitz
Tröbnitz – miejscowość i gmina w Niemczech, w kraju związkowym Turyngia, w powiecie Saale-Holzland, siedziba wspólnoty administracyjnej Hügelland/Täler.